# Kumagaya
Kumagaya (japanisch 熊谷市, -shi) ist eine Stadt im Norden der Präfektur Saitama in Japan.

## Geografie
Kumagaya liegt nördlich von Saitama und Kōnosu, östlich von Fukaya und westlich von Gyōda.
Der Fluss Arakawa fließt von Südwesten nach Südosten und der Fluss Tone von Nordwesten nach Nordosten durch die Stadt.

## Geschichte
Kumagaya war eine Poststation (宿場町 Shukuba-machi) der Nakasendō während der Edo-Zeit. Am 1. April 1933 erhielt Kumagaya das Stadtrecht. 

### Zweiter Weltkrieg
Am 14. August 1945 starteten 93 B-29-Bomber den letzten Luftangriff im Pazifikkrieg, Ziel war die japanische Stadt Kumagaya, die rund 45.000 bis 47.000 Einwohner hatte. Obwohl Japan bereits erklärt hatte, dass es die Potsdamer Erklärung akzeptieren und am 15. August kapitulieren werde, wurde der Angriff nicht abgebrochen. 4 Bomber mussten wegen technischer Problem umdrehen und so erreichten 89 Flugzeuge kurz nach Mitternacht die Stadt und bombardierten über eine Stunde lang Kumagaya mit Spreng- und Brandbomben (Napalm), nur rund 12 Stunden bevor der japanische Kaiser in einer schon aufgezeichneten Rundfunkansprache die Kapitulation erklärte. 
Bis zu 75 % des Stadtgebiets und 40 % der Häuser wurden zerstört, über 260 Einwohner wurden getötet und über 3000 verletzt. Bezogen auf die bombardierte Fläche wurde eine dreimal so hohe Bombenlast abgeworfen, wie im Durchschnitt über anderen japanischen Städten während des Krieges.

## Sport
Das Kumagaya-Rugbystadion war einer der Austragungsorte der Rugby-Union-Weltmeisterschaft 2019.

## Sehenswürdigkeiten
- Uchiwa-Fest
- Feuerwerk-Fest

## Verkehr
Straße:

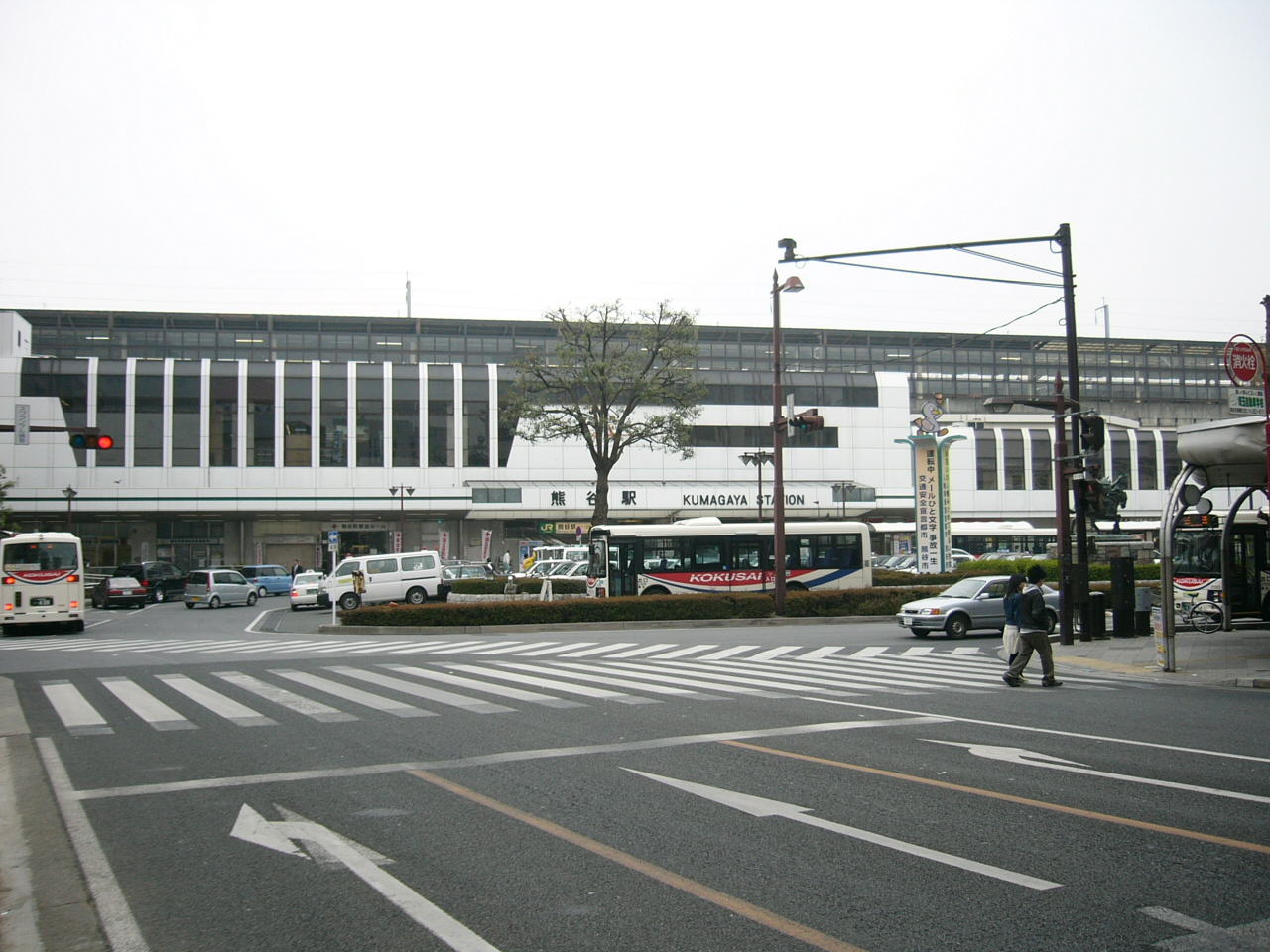
Bahnhof Kumagaya

- Nationalstraße 17 nach Tōkyō oder Niigata
- Nationalstraße 125 nach Katori
- Nationalstraße 140 nach Chichibu
- Nationalstraße 407 nach Iruma und Ashikaga
- Nakasendō

Zug:
- JR Takasaki-Linie, Bahnhof Kumagaya und Kagohara, nach Ueno oder Takasaki
- JR Jōetsu-Shinkansen, Bahnhof Kumagaya, nach Tōkyō oder Niigata
- JR Nagano-Shinkansen, Bahnhof Kumagaya, nach Tōkyō oder Nagano
- Chichibu Tetsudō Chichibu-Hauptlinie nach Chichibu oder Hanyū

## Angrenzende Städte und Gemeinden
- Präfektur Saitama
  - Gyōda
  - Kōnosu
  - Fukaya
  - Higashimatsuyama
  - Yoshimi
- Präfektur Gunma
  - Ōta
  - Ōizumi
  - Chiyoda

## Städtepartnerschaften
- Invercargill, Neuseeland, seit 1993

## Söhne und Töchter der Stadt
- Abe Shinnosuke (1884–1964), Journalist und Essayist
- Seiichi Morimura (1933–2023), Autor von Kriminalromanen
- Nanae Aoyama (* 1983), Schriftstellerin
- Jun’ya Koga (* 1987), Schwimmer
- Takashi Kasahara (* 1988), Fußballspieler
- Genki Haraguchi (* 1991), Fußballspieler
- Jumpei Arai (* 1994), Fußballspieler